# Kelly Clarkson’s Cautionary Christmas Music Tale
Kelly Clarkson’s Cautionary Christmas Music Tale – świąteczny program telewizyjny wyprodukowany przez Done and Dusted dla NBC. Program wyreżyserował Hamish Hamilton. Główną gwiazdą audycji jest Kelly Clarkson, gościnnie wystąpiło także wielu innych znanych artystów. Kelly Clarkson’s Cautionary Christmas Music Tale to muzyczno-komediowy program oparty na Opowieści wigilijnej Charlesa Dickensa, gdzie Clarkson poznaje prawdziwe znaczenie Świąt Bożego Narodzenia w towarzystwie utworów ze swojego szóstego albumu studyjnego Wrapped in Red. Program był nagrywany 30 października 2013 w hotelu The Venetian w Las Vegas, natomiast w telewizji został wyemitowany 11 grudnia 2013 roku. Program został nagrodzony (Gold World Medal) na festiwalu w Nowym Jorku (New York Festival’s International Television & Film Awards).

## Fabuła
Historia opowiadana jest przez małą dziewczynkę (Morgan Bastin), która siedzi w fotelu i czyta historię z książki.
Kariera Kelly gaśnie, więc wraz ze swoim menedżerem (Ken Jeong) i asystentem Chadem (Jai Rodriguez) postanawiają przygotować plan, aby ją ożywić. Kelly chce nagrać specjalny program świąteczny i dzięki NBC pozyskać do udziału w nim wiele znanych gwiazd. Mówi także, że dzieci będą miały korzyści z jej programu, jednak jest to tylko pretekst do zyskania rozgłosu. Kelly promuje swój program u Jaya Leno w „The Tonight Show with Jay Leno”.
Artystce udaje się namówić (poprzez szantaż) Rebę McEntire oraz Trishę Yearwood do wspólnego zaśpiewania "Silent Night". Kelly chce aby w jej programie wystąpił także George Clooney. Dzwoni również do innych gwiazd takich jak Whoopi Goldberg, Robin Williams, Danica Patrick i Heidi Klum, jednak każdy odmawia udziału. Kelly jest wściekła i zwalnia swojego asystenta. Jedynym, który chce wystąpić w jej programie jest Blake Shelton, jednak Kelly obawia się, że występując w programie przyćmi ją. Prosi go więc, by uszył jej sukienki i wyprasował je.
Wieczorem, gdy zbliża się finał programu Kelly panikuje, ponieważ nie udało jej się nakłonić żadnych gwiazd do udziału w przedsięwzięciu. Kelly wychodzi z amfiteatru, gdzie nagrywany jest program. Na zewnątrz pada śnieg. Kelly spotyka mężczyznę z małą dziewczynką żebrzących na ulicy. Okazuje się, że to jej asystent Chad ze swoją młodszą siostrą. Kiedy Chad widzi, że Kelly jest zimno daje jej swój płaszcz i zabiera ją do schroniska, gdzie obecnie mieszka.Kelly jest poruszona widząc dzieci tam mieszkające. Chad rozdaje dzieciom słodycze, jego siostra oddaje swojego lizaka Kelly. Artystka jest wzruszona i zdaje sobie sprawę, że popełniła błąd. Nie mając nic dla dzieci, śpiewa "White Christmas". Gdy kończy, Chad mówi jej, że udało mu się połączyć z George’em Clooneyem. Ku jego zaskoczeniu Kelly życzy George’owi wesołych Świąt i rozłącza się.
Tymczasem film, na którym Kelly śpiewa "White Christmas" w schronisku został umieszczony na YouTube i ma on ponad 25 milionów odtworzeń, o czym mówi Matt Lauer w TV. Kiedy celebryci, którzy wcześniej odmówili udział w programie Kelly dowiadują się o tym fakcie dzwonią do niej z chęcią wystąpienia w audycji. Jednak Kelly nie odbiera telefonu. Zaprasza dzieci ze schroniska do wspólnego zaśpiewania "Underneath the Tree" w jej programie. Kiedy Kelly po udanym występie idzie do domu spotyka Blake’a Sheltona przebranego za elfa. Blake ma pretensje, że Kelly nie włączyła go do swojego programu. Historia kończy się, gdy narrator mówi "i wszyscy żyli długo i szczęśliwie" po czym Kelly dodaje "w większości, w każdym razie" i mruga do kamery.

## Obsada
- Kelly Clarkson
- Blake Shelton
- Reba McEntire
- Trisha Yearwood
- Robin Williams
- Whoopi Goldberg
- William Shatner
- Jay Leno
- Matt Lauer
- Danica Patrick
- Heidi Klum
- Ken Jeong
- Jai Rodriguez
- Morgan Bastin[3]

## Muzyka
W programie Kelly Clarkson śpiewa utwory ze swojego albumu "Wrapped in Red". Występy muzyczne zostały nagrane przed publicznością w hotelu The Venetian w Las Vegas 30 października 2013 roku, dzień po premierze płyty "Wrapped in Red" w USA. W nagraniach brało udział 29 muzyków i chór. Wytwórnia RCA Records ogłosiła, że niektóre występy zostaną wydane jako teledyski, m.in. "Silent Night" w wykonaniu Clarkson, McEntire i Yearwood.

## Setlista
- "Run Run Rudolph"
- "Silent Night"  z Rebą McEntire i Trishą Yearwood
- "My Favorite Things"
- "Wrapped in Red"
- "Please Come Home for Christmas"
- "Have Yourself a Merry Little Christmas"
- "White Christmas"
- "Underneath the Tree"
- dodatkowo utwór Clarkson "Walk Away" słychać w tle podczas gdy artystka próbuje przekonać inne gwiazdy do udziału w jej show.